# Musca pavida
Musca pavida là một loài ruồi trong họ Tachinidae.